# Пуэрто-Рико на Олимпийских играх
Спортсмены Пуэрто-Рико принимали участие в 16 летних Олимпийских играх. Дебютировали на Играх 1948 года в Лондоне. С тех пор пуэрториканцы принимали участие во всех летних Играх. Несмотря на то, что Пуэрто-Рико является зависимой от США территорией, они не полностью поддержали бойкот летних Игр 1980 года в Москве, и отправили на московскую Олимпиаду трёх боксёров. На зимних Олимпийских играх Пуэрто-Рико дебютировало в 1984 году на Олимпиаде в Сараево и с тех пор принимало участие во всех зимних Играх, за исключением Игр 2006 года в Турине, Игр 2010 года в Ванкувере и Игр 2014 года в Сочи.
За время выступления на Олимпийских играх пуэрториканцы завоевали 10 олимпийских медалей: 2 золотые, 2 серебряные и 6 бронзовых. Все медали были завоёваны на летних Олимпийских играх. В XX веке первые шесть медалей Пуэрто-Рико принесли боксёры. В 2012 году в Лондоне были выиграны первые в истории медали в лёгкой атлетике и борьбе. Первое золото и первую в истории медаль в соревнованиях женщин принесла своей стране теннисистка Моника Пуиг, сенсационно победившая на Играх 2016 года в Рио-де-Жанейро в одиночном разряде. На Играх 2020 года второе золото Пуэрто-Рико принесла родившаяся в США легкоатлетка Джасмин Камачо-Куинн в беге на 100 метров с барьерами.
Олимпийский комитет Пуэрто-Рико был образован в 1948 году и признан МОК в том же году.

## Медалисты
| Медаль  | Спортсмен(-ка)       | Игры                | Вид спорта      | Дисциплина                  |
| ------- | -------------------- | ------------------- | --------------- | --------------------------- |
| Бронза  | Хуан Венегас         | 1948 Лондон         | Бокс            | до 54 кг, мужчины           |
| Бронза  | Орландо Мальдонадо   | 1976 Монреаль       | Бокс            | до 48 кг, мужчины           |
| Серебро | Луис Ортис           | 1984 Лос-Анджелес   | Бокс            | до 60 кг, мужчины           |
| Бронза  | Аристидес Гонсалес   | 1984 Лос-Анджелес   | Бокс            | до 75 кг, мужчины           |
| Бронза  | Анибаль Асеведо      | 1992 Барселона      | Бокс            | до 67 кг, мужчины           |
| Бронза  | Даниэль Сантос       | 1996 Атланта        | Бокс            | до 67 кг, мужчины           |
| Бронза  | Хавьер Кульсон       | 2012 Лондон         | Лёгкая атлетика | 400 м с барьерами , мужчины |
| Серебро | Хайме Эспиналь       | 2012 Лондон         | Вольная борьба  | до 84 кг, мужчины           |
| Золото  | Моника Пуиг          | 2016 Рио-де-Жанейро | Теннис          | женский одиночный разряд    |
| Золото  | Джасмин Камачо-Куинн | 2020 Токио          | Лёгкая атлетика | 100 м с барьерами, женщины  |

## Медальный зачёт

### Медали на летних Олимпийских играх
| Игры                      | Золото | Серебро | Бронза | Всего |
| ------------------------- | ------ | ------- | ------ | ----- |
| 1948 Лондон               | 0      | 0       | 1      | 1     |
| 1952 Хельсинки            | 0      | 0       | 0      | 0     |
| / 1956 Мельбурн/Стокгольм | 0      | 0       | 0      | 0     |
| 1960 Рим                  | 0      | 0       | 0      | 0     |
| 1964 Токио                | 0      | 0       | 0      | 0     |
| 1968 Мехико               | 0      | 0       | 0      | 0     |
| 1972 Мюнхен               | 0      | 0       | 0      | 0     |
| 1976 Монреаль             | 0      | 0       | 1      | 1     |
| 1980 Москва               | 0      | 0       | 0      | 0     |
| 1984 Лос-Анджелес         | 0      | 1       | 1      | 2     |
| 1988 Сеул                 | 0      | 0       | 0      | 0     |
| 1992 Барселона            | 0      | 0       | 1      | 1     |
| 1996 Атланта              | 0      | 0       | 1      | 1     |
| 2000 Сидней               | 0      | 0       | 0      | 0     |
| 2004 Афины                | 0      | 0       | 0      | 0     |
| 2008 Пекин                | 0      | 0       | 0      | 0     |
| 2012 Лондон               | 0      | 1       | 1      | 2     |
| 2016 Рио-де-Жанейро       | 1      | 0       | 0      | 1     |
| 2020 Токио                | 1      | 0       | 0      | 1     |
| 2024 Париж                |        |         |        |       |
| Всего                     | 2      | 2       | 6      | 10    |